# Lingua corsa
La lingua corsa (nome nativo: corsu o lingua còrsa) è una lingua appartenente alla famiglia indoeuropea ed è costituito dall'insieme dei dialetti italo-romanzi parlati in Corsica e nella Sardegna settentrionale, nelle varianti galluresi, castellanesi e turritane.
Strettamente legato al toscano medievale e impiegato nei suoi dialetti come vernacolo locale nell'isola prima a fianco dell'italiano, lingua coufficiale in Corsica fino al 1859, e dalla metà dell'Ottocento in poi del francese, il corso era la parlata autoctona anche dell'isola di Capraia fino al XX secolo.

## Classificazione del còrso
(Niccolò Tommaseo (1841), Canti popolari toscani, corsi, illirici e greci, v. 2, Venezia, Girolamo Tasso, p. 6)
     Dialetti toscani
     Dialetti centrali
     Dialetti meridionali
     Dialetti meridionali estremi

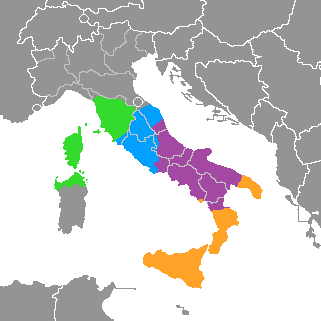
Complesso dei dialetti italiani toscani, centrali e meridionali.
Dialetti toscani
Dialetti centrali
Dialetti meridionali
Dialetti meridionali estremi

Il corso è una lingua neolatina e più precisamente una delle lingue italo-dalmate centro-meridionali ed è ritenuto imparentato al toscano, quando non parte integrante dello stesso idioma. Il dialetto cismontano (ossia del nord) si può considerare una continuazione insulare del toscano parlato a Capraia e ad Elba; condivide svariati aspetti col toscano medievale parlato ai tempi di Dante e Boccaccio, e ancor presente in aree della Toscana quali Lucca, la Garfagnana e il summenzionato arcipelago toscano.
Quanto al corso meridionale, l'idioma più vicino a questo non è affatto, a dispetto della prossimità geografica, il sardo, che si configura piuttosto come una lingua distinta e non reciprocamente comprensibile, bensì il complesso dei dialetti italiani meridionali estremi, appartenenti al ceppo linguistico siciliano e in particolar modo il calabrese centro-meridionale e il siciliano della Sicilia. Jacques Fusina e Fernand Ettori riportano che «a sud, può sembrare sorprendente constatare che la parentela linguistica più vicina non sia col sardo, nonostante la vicinanza geografica, ma coi dialetti dell'Italia meridionale, specialmente il calabrese. Un corso del sud che parli il corso in Toscana sarà identificato come calabrese; un corso del nord che parli il corso nell'interno della Sardegna sarà identificato come italiano; un sardo che parla il sardo nella penisola [italiana] non sarà capito». Solo in origine si ritiene che in Corsica, prima della sua toscanizzazione, si parlassero varietà riferibili al dominio linguistico sardoromanzo o comunque affini a tale lingua romanza insulare.
La corrispondenza tra corso moderno e i vernacoli toscani antichi, infatti, concerne ogni aspetto della lingua, dalla fonologia alla morfologia, lessico e sintassi. L'affinità fra italiano e còrso è maggiore rispetto a quella presente fra l'italiano e quelle lingue d'Italia non riconosciute e tradizionalmente chiamate "dialetti"; l'italiano e il còrso sono infatti così simili che generalmente chi conosce l'uno dovrebbe riuscire a capire anche l'altro pur non avendolo mai studiato. Tale parentela linguistica ha origini storiche, stanti i profondi legami intessuti tra "l'Isola della Bellezza" e la penisola italiana dall'epoca medievale al XIX secolo.
Diversamente dalla Sardegna, in Corsica si osservò infatti per secoli una situazione di diglossia tra l'italiano (in posizione di ufficialità e prestigio) e la lingua locale tanto profonda da indurre gli isolani a considerare quest'ultima un "diverso livello sociolinguistico della medesima lingua". Il corso e l'italiano agivano sulla struttura sociolinguistica dell'isola come un gradiente, la cui linea di demarcazione era talmente sfumata che occorreva poco più di un mutamento di registro perché gli isolani si rivolgessero in contesti ufficiali alle élite italofone; "toscanizzare" il corso o, come si soleva dire in ambiente urbano, "parlà in crusca" dava luogo a pratiche non già di commutazione di codice, bensì di mistilinguismo tuttora piuttosto comuni nei vari "dialetti" italiani continentali. Particolarmente citato è uno scambio tra Pasquale Paoli, allora in esilio a Londra, e Samuel Johnson; alle domande di quest'ultimo su una "lingua rustica, particolarmente diversa dall'italiano", Paoli ribatté che questa si trovava solo in Sardegna, essendo piuttosto l'italiano la lingua ufficiale della Corsica e il corso un suo vernacolo.
Anche dopo l'acquisizione dell'isola da parte di Luigi XV di Francia, l'italiano avrebbe continuato a ricoprire per qualche tempo ancora il ruolo di lingua d'istruzione, letteratura, religione e locale amministrazione. La benestante gioventù corsa, fra cui lo stesso futuro Imperatore dei Francesi, continuò a recarsi in Italia per i propri studi (si stima che la presenza corsa a Pisa, nel biennio 1829-1830, ammontasse a un quarto della popolazione studentesca nell'Università) e i registri civili continuarono a essere redatti in italiano fino al 1855; il 9 maggio 1859 è la data in cui quest'ultimo sarebbe stato infine rimpiazzato dalla lingua francese in via ufficiale, anche se questa cominciò a radicarsi saldamente presso la popolazione corsa a partire dal 1882, anno in cui furono promulgate le leggi di Jules Ferry per incentivare l'alfabetizzazione in tutte le province francesi. Una letteratura corsa autoctona piuttosto che italiana faticò a prendere piede e, inizialmente, non recava comunque istanze culturali autonome. I più rinomati scrittori corsi, quali il magistrato di Bastia Salvatore Viale, provavano orgoglio per la loro affiliazione alla sfera italiana, reputando anzi il loro idioma «uno dei meno impuri dialetti d'Italia».
La situazione cambiò radicalmente col fascismo italiano, le cui aggressive pretese territoriali sull'isola, seguite poi da un'invasione e un periodo di occupazione, provocarono una diffusa reazione di rigetto nei confronti della lingua e cultura italiana, rinsaldando al contrario i legami con la Francia continentale e accelerando ancor di più il passaggio degli isolani alla lingua nazionale francese. Al momento della Liberazione francese dall'occupante nazifascista, ogni legame preesistente tra le varianti linguistiche corse e l'italiano era ormai stato reciso; attività mirate alla promozione del corso, elemento precedentemente politicizzato dai collaboratori col regime fascista, incontravano l'indifferenza popolare, quando non diffidenza e finanche sospetto di simpatie irredentiste. Fu a partire da allora che il corso, smarcandosi definitivamente dall'italiano, cercò di elevarsi al rango di lingua autonoma; in tale direzione procedette, a partire dagli anni Settanta, il movimento politico nazionalista e soprattutto quello culturale del riacquistu, orientato alla progressiva riappropriazione della cultura regionale. Come riporta Fiorenzo Toso, «l'ipotesi di perseguire l'italianità culturale dell'isola appare oggi come oggi, all'assoluta maggioranza dei corsi, dotata di una limitata attrattiva».
Alla luce della storia linguistica corsa, la denominazione di "lingua romanza" nel senso di "autonomo gruppo linguistico" al pari di altri idiomi derivati direttamente dal latino volgare e non già da uno dei suoi discendenti potrebbe essere pertanto ritenuta controversa; nonostante tutto, il corso è tipologicamente un idioma italoromanzo. Giovan Battista Pellegrini, in merito, rilevò che «linguisticamente italiana è, senza ombra di dubbio, la Corsica, che appartiene politicamente alla Francia dal 1769. La lingua ufficiale è ivi il francese, mentre i dialetti locali sono prevalentemente di tipo toscano (e in parte vicini al sardo). Non si può invece affermare che la cultura sia in Corsica italiana. In questi ultimi anni, da parte di alcuni cultori locali di problemi linguistici e politici che fanno capo a movimenti autonomistici, si diffonde in Corsica la curiosa dizione di "lingua corsa"».
In effetti, nel momento in cui l'Assemblea Nazionale francese approvò la legge Deixonne del 1951 per la tutela delle lingue regionali e minoritarie, solo il bretone, il basco, il catalano e l'occitano furono riconosciuti, a differenza del corso, alsaziano e fiammingo che furono piuttosto considerati dialectes allogènes ("dialetti allogeni") di lingue straniere, rispettivamente dell'italiano, tedesco e olandese. Una sostenuta mobilitazione popolare portò l'Assemblea a riconoscere anch'essi come lingue regionali nel 1974, prevedendo a loro tutela l'insegnamento opzionale nelle scuole. Il còrso è allora stato eretto al rango di specifica lingua neolatina (codice ISO: co) come elemento di una "individualità corsa" in Francia, sorta da spinte sia centrali sia autonomistiche.

## Area di diffusione del còrso

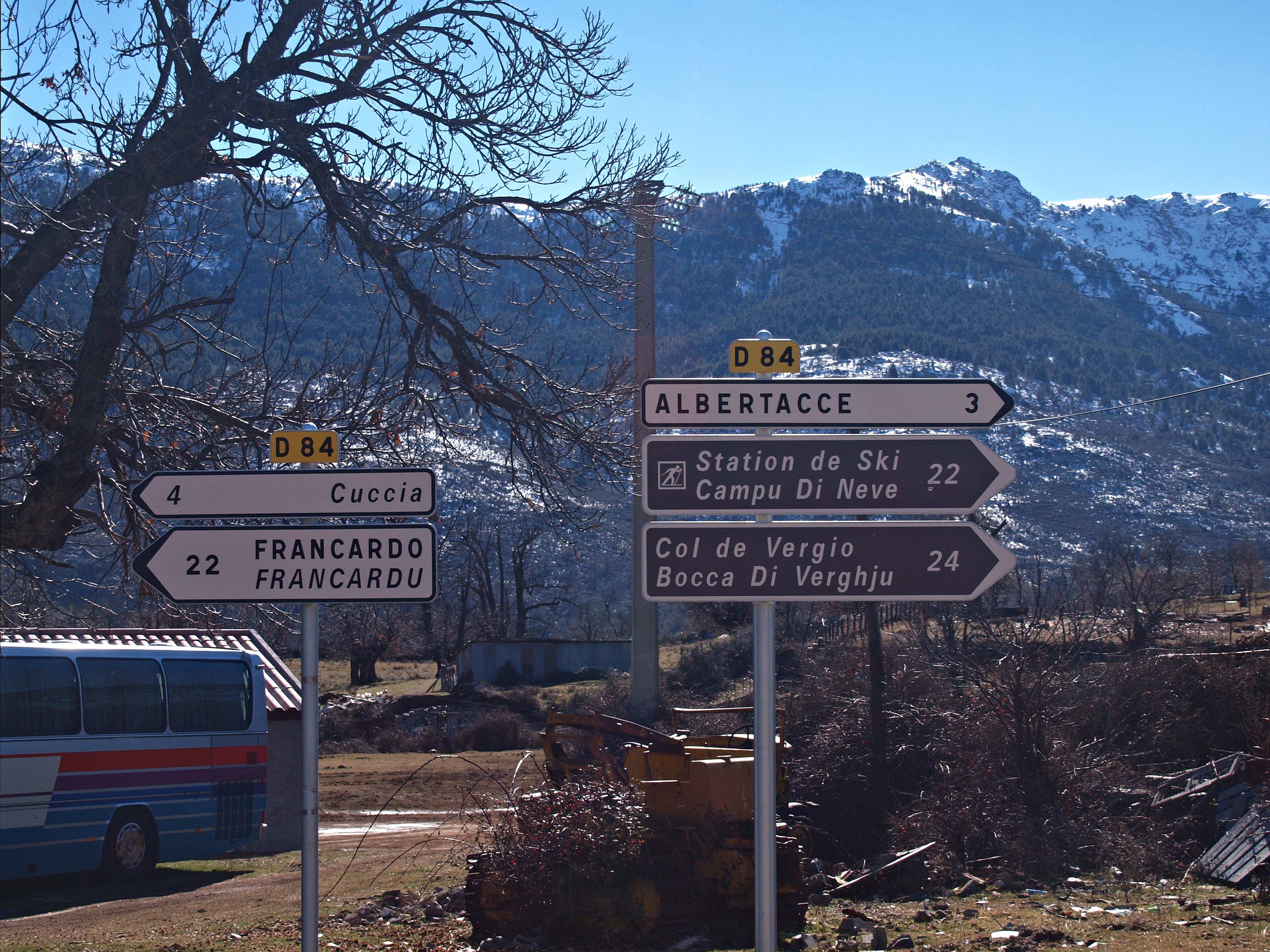
Cartelli stradali bilingue in francese e còrso a Calacuccia sulla D84 Francardo-Porto.

Il còrso è attualmente parlato in diverse varianti nell'isola di Corsica, con l'eccezione di Bonifacio, dove è parlata (da un numero sempre minore di locutori) una variante ligure bonifacina. Anche a Calvi, un tempo come Bonifacio quasi completamente abitata da una popolazione di origine genovese, si parlava una variante ligure che tuttavia è oggi estinta, mentre a Cargese (Καργκέζε), già colonia di esuli greci prima trapiantati in Paomia nella seconda metà del XVII secolo, si parla un còrso che ha assimilato alcuni termini greci e la lingua greca è ormai utilizzata ai soli fini liturgici.
Al di fuori dell'isola, a seguito di ingenti fenomeni di emigrazione e scambio iniziati fin dal Medioevo, nel nord della Sardegna si parlano varianti considerate da taluni come sarde, ma in maggioranza come còrse o afferenti a un gruppo linguistico di transizione:
- il maddalenino: parlato esclusivamente nell'isola della Maddalena, presenta affinità con i dialetti di Bonifacio e Porto Vecchio, nonché un'importante influenza genovese;
- il gallurese, parlato nella zona di Tempio Pausania in Gallura, particolarmente affine al còrso oltramontano;
- il sassarese, parlato a Sassari, Porto Torres, pur accomunato nella struttura e grammatica al gallurese e al còrso oltramontano, deriverebbe direttamente dal toscano del XII secolo, e presenta diversi caratteri distintivi e autonomi, molti dei quali derivati dall'influenza del sardo logudorese nel lessico e nella pronuncia, più altre minori come quelle catalane, spagnole e liguri; (queste ultime più evidenti nel castellanese), la grande presenza di termini stranieri nei dialetti sassaresi è dovuta alla forte vocazione mercantile dell'area in cui essi si sono sviluppati.
- Il castellanese, la cui estensione risulta limitata al territorio di Castelsardo, rappresenta una sorta di zona grigia di transizione tra gallurese e sassarese. Rispetto al sassarese presenta maggiore conservatività nella fonetica e nel lessico, mantenendo infatti una pronuncia più pura ed arcaica e più simile al gallurese comune; questa variante infatti si dimostra poco aperta ad innovazioni linguistiche, dimostrato dal fatto che molte parole e costruzioni proprie dell'antico còrso-toscano altrove perse nel borgo sono ancora in uso. Presenta interessanti similitudini con la variante della lingua còrsa parlata nella regione di Ajaccio. I dialetti di Valledoria, Tergu e Sedini, anche se inseriti nel gruppo castellanese, differiscono da esso in molti punti che li rendono più solidali ora con il gallurese ora col sassarese, oltre che presentare un maggior numero di sardismi.

Il dialetto ormai estinto della vicina isola di Capraia nell'arcipelago toscano presentava inoltre diversi punti di contatto col còrso, a causa della forte vicinanza geografica, storica e culturale fra le due isole. Caratteri solo parzialmente simili mostra invece la parlata dell'isola d'Elba occidentale, che si conserva soprattutto nel circondario di Chiessi e Pomonte.
Si stima che nel 2004 il còrso era parlato in Corsica da circa 90-100000 locutori su 275 000 abitanti dell'isola, essendo molti di questi ultimi di madrelingua francese, ai quali devono comunque essere aggiunte le popolazioni emigrate nelle altre regioni della Francia continentale, per un totale di 133 000 individui, nonché in altre nazioni. Il numero dei locutori stimati per il gallurese ammonta invece a circa 80 000 unità, sui circa 120 000 abitanti della Gallura. Dal momento che nel 2016 la popolazione dell'isola di Corsica ha superato quota 330 000, Ethnologue fornisce un dato complessivo da 341 000 a 401 000 locutori della lingua còrsa.

## Evoluzione e letteratura del còrso
Non si hanno molte notizie su quale fosse stato il sostrato linguistico prelatino degli antichi abitanti della Corsica (le civiltà preistoriche e i torreani) antecedentemente alla conquista romana e alla sua latinizzazione. Quello che è noto sono alcune radici rimaste nei toponimi e nel lessico (KAL/KAR: Calanca, Calacuccia; KOR: Corsica, Corte; KUK: Calacuccia, TAL/TAR: Taravo, Tallano; TEP: teppa; TAV: Tavignano, Tavera) e che in periodo romano tribù còrse occupavano anche l'odierna Gallura nel nord della Sardegna (che presenta similitudini anche nei resti archeologici).
Dopo la caduta dell'Impero romano d'Occidente e la formazione dei primi volgari, la Corsica presentava caratteristiche linguistiche di tipo conservativo simili al sardo, di cui è rimasto un retaggio nelle parlate della zona meridionale dell'isola.
Dall'XI secolo la situazione mutò fortemente, specie nella parte settentrionale dell'isola, per via del contatto diretto coi dialetti toscani, stabilito in seguito a ingenti tentativi di ripopolamento dei dominatori pisani, favoriti dalla notevole vicinanza geografica. Dal XIII al XVIII secolo i pisani vengono sostituiti dai genovesi, i quali insediano interi borghi di lingua ligure (Bonifacio e Calvi) ma, pur introducendo un notevole influsso genovese nei dialetti locali, di fatto proseguono nell'utilizzo del toscano illustre come lingua scritta e di cultura in Corsica. Questo spiega il motivo per cui, fino a quel momento, in Corsica l'unica lingua utilizzata nelle comunicazioni scritte è stata l'italiano, e prima di esso il latino.
Nel XIV e XV secolo comunque diversi atti e testi redatti apparentemente in volgare toscano da personalità e scrittori còrsi rivelano in realtà la situazione linguistica dell'isola nel periodo: si vedano i Cartolari della diocesi del Nebbio della metà del XIV secolo in dialetto toscano "corsizzato":
Anche la Deposizione del rettore della chiesa di San Nicolò di Spano di Iohanni Provintiale del 1400, uno dei più antichi testi in volgare còrso, la Lettera ai protettori delle compere del Banco di San Giorgio del vescovo di Ajaccio Jacopo Mancoso del 1480, la Lettera di prete Polino da Mela ai protettori del Banco di San Giorgio del 1489 e Lettera dall'esilio di Giovanpaolo Leca, conte di Cinarca, ai figli del 1506. Dal XIX secolo, a seguito dell'annessione alla Francia avvenuta nel 1769, sarebbe stato il francese a essere adottato come lingua ufficiale, spiazzando ufficialmente l'italiano nel 1859.
Il còrso ha sempre avuto fondamentalmente trasmissione orale; la codificazione della stessa come lingua scritta avviene pertanto solo in epoca recente e risente pertanto di forti influssi, provenienti dall'italiano standard e poi dal francese. Il primo testo pubblicato in còrso sono le strofe di U sirinatu di Scappinu nel testo Dionomachia (1817) di Salvatore Viale (1787-1861). Nella seconda metà dell'Ottocento si susseguono le opere del vescovo di Ajaccio Paul-Matthieu de La Foata (Poesie giocose, in lingua vernacola della Pieve d'Ornano), le Cummediôle di Petru Lucciana (1832-1909) tra cui In campagna, cummediôla in 2 atti, Francesco Domenico Falcucci con il Vocabolario dei dialetti della Corsica (pubblicato postumo solo nel 1915 e che introduce i gruppi ghj e chj a indicare le sonorità caratteristiche delle parlate còrse importante ai tempi del Marchesato di Massa e Corsica ) e Santu Casanova (1850-1936) con la rivista A Tramuntana (1896-1914). Sorge evidente in questa fase il problema della normalizzazione dell'ortografia della lingua scritta che occuperà i linguisti còrsi per tutto il XX secolo. All'inizio del secolo le pubblicazioni periodiche A muvra (1920-39) e L'annu corsu (1923-36) poi rinominata L'Année Corse (1937-39) e dopo la metà del Novecento U Muntese (1955-72).
Tra gli scrittori del XX secolo che hanno maggiormente contribuito alla normalizzazione del còrso scritto si cita Pascal Marchetti (1925-2018) autore di Intricciate e cambiarine, del manuale di lingua corsa Le corse sans peine/U corsu senza straziu e del dizionario còrso-francese-italiano L'usu corsu.
Fra le testate che mantengono vivo l’uso scritto del còrso c’è il settimanale Journal de la Corse, considerato il più antico periodico d’Europa risalendo al 1817, che ogni numero pubblica articoli nella lingua isolana.

### Esempi di còrso letterario
Estratto da Serenata di Scappino (U sirinatu di Scappinu) (1817) di Salvatore Viale:
 (IV-XL) O Specchiu d'e zitelle di la pieve,

 O la miò chiara stella matuttina,

 Più bianca di lu brocciu e di la neve,

 Più rossa d'una rosa damaschina,

 Più aspra d'a cipolla, e d'u stuppone,

 Più dura d'una teppa, e d'un pentone.

 (IV-L) Bulentier lascierie d'esse Scapinu,

 Per esse u casacchin, ch'eo ti dunai,

 E stringhje lu tò senu alabastrinu;

 E or chi durmendu in lettu ti ne stai,

 Oh fussi u cavizzale, o u cuscinettu,

 O u lenzolu supranu d'u tò lettu!
Ninna Nanna di Sartene:
 Quandu saréti majori

 currareti par li piani

 l'arbi turnarani fiori

 l'oliu currarà à funtani

 Turnarà bàlzamu fini

 tutta l'acqua di u mari

 Tutti li vostri antinati

 erani omi famosi

 erani lesti è gagliardi

 sanguinarii è curaghjosi

 M'aviani sempri all'appostu

 cutràchini è beddi così.

## Varianti
Il còrso propriamente detto presenta una qual certa omogeneità morfologica ma si suddivide essenzialmente in due macrovarianti, seguendo la catena centrale dei monti e in funzione della conformazione geografica dell'isola (con una dividente che passa, grosso modo, lungo la linea che unisce Ajaccio e Calcatoggio, a nord di Bocognano, il Col de Vizzavona, a sud di Ghisoni sul Col de Verde e a sud di Ghisonaccia). Solitamente, gli studiosi posizionano le varianti settentrionali vicino al toscano e quelle meridionali vicino ai dialetti siculo-calabresi
La discriminante è rappresentata fondamentalmente dal differente esito e/i intermedio (pelu/pilu, seccu/siccu, questu/quistu), e/i finale (duttore/duttori, oghje/oghji, pane/pani, cuntinentale/cuntinentali), dalla variazione cacuminale almeno a fine parola per -ll- in -dd- (fratellu/frateddu, bellu/beddu, ellu/eddu, elli/eddi, stalla/stadda), il plurale femminile (case/casi, pere/peri), dal comportamento verbale (esse/essa, cunnosce/cunnoscia, vene/vena, corre/corra, parlate/parleti), la mutazione fonetica nella pronuncia (gabu/capu, gane/cane, gorsu/corsu, cidà/cità, vragigu/fracicu) con la sonorizzazione o tensione delle consonanti (face-fage/facce-face), sulla nettezza della pronuncia dei gruppi -ghj- e -chj- (gattu/ghjattu, giurnale/ghjurnale, cullegiu/culleghju) sulla pronuncia della -v- (binu/vinu, bacca/vacca).

### Còrso cismontano
Còrso del Nord o cismontano (cismontincu o supranu o supranacciu), che costituisce la variante più diffusa e standardizzata, parlato nella zona nordoccidentale nei distretti di Bastia (Bastia) e Corte (Corti). Il dialetto di Bastia e quello del Capo Corso, per le loro caratteristiche, potrebbero rientrare tra i dialetti toscani, rappresentando - tra l'altro - la parlata più vicina all'italiano standard rispetto a qualunque dialetto italiano, a parte, naturalmente, i vernacoli toscani. Sono indiscutibilmente cismontani i dialetti che oltre tutte le caratteristiche citate presentano, ad esempio, esito in chjamerebbe/i e quindi situati a nord di una linea che unisce Piana, Vico, Vizzavona, Ghisoni, Ghisonaccia (escludendole) e comprendono i sottogruppi del Capo Corso (Capicursinu) e di Bastia (Bastiacciu, i>e: destinu, ghjennaghju, secondu, bellezza; a>e: ferru, apertu, persona, numeru, mercuri, canteraghju) del dialetto di Cervioni (oltre a i>e ed a>e, u>o: ottanta, momentu, toccà, continentale; a>o: oliva, orechja, ocellu), nonché gli altri tra cui quello della Balagna (Balaninu) e di Corte (che mantengono le caratteristiche generali del còrso: distinu, ghjinnaghju, sicondu, billezza, apartu, farru, marcuri, cantaraghju, uttanta, mumentu, tuccà, cuntinentale, aliva, arechja, acellu), il Niulincu.

### Zona di transizione
Ai margini (a nord e sud) di questa dividente vi è una zona intermedia di transizione nelle quali vi sono alcune caratteristiche assimilabili a ciascuno dei gruppi, nonché per altre particolarità locali. Sono di transizione tra quelli cismontani i dialetti della zona tra Piana a Calcatoggio e della Cinarca con Vizzavona (che presentano ad esempio esito verbale in chjamarìa come al sud), nonché quelli del Fiumorbo tra Ghisonaccia e Ghisoni (fiumorbacciu, che presenta la cacuminale) e tra quelli pomontinchi l'aiaccino (aiaccinu, vero crogiuolo di mescolanze, ma con una base pomontinca e il -ll→-dd- cacuminale in fine di parola, pronuncia netta di -ghj-, plurale femminile in -i, cane e accattà e non ghjacaru e cumprà, ellu/ella e non eddu/edda; piccole variazioni: sabbatu>sabbitu, u li dà>ghi lu dà; sillaba finale spesso troncata e accentata: marinari>marinà, panatteri>panattè, castellu>castè, cuchjari>cuchjà) e i dialetti della Gravona (che però almeno nella parte meridionale hanno carattere più spiccatamente pomontinco), il bastelicaccio (che sarebbe pomontinco ma presenta alcune particolarità con il suo tipico rotacismo: Basterga) e il dialetto di Solenzara (che non conserva le vocali -i- e -u- corte latine: seccu, peru, rossu, croci, pozzu).

### Còrso oltramontano
Il còrso del Sud o oltramontano (pumontincu o suttanu o suttanacciu) è la variante più arcaica e conservativa, parlata nei distretti di Sartene (Sartè) e Porto-Vecchio (Portivechju). In analogia con il sardo ed a differenza del còrso cismontano, conserva la distinzione delle vocali brevi latine ĭ e ŭ (es. pilu, bucca). È caratterizzata inoltre dalla presenza di suoni cacuminali in -ll→-dd- [es. aceddu (uccello), beddu (bello), quiddu (quello), ziteddu (ragazzo)]. La lingua parlata ad Ajaccio (Aiacciu) presenta caratteristiche di transizione. Sono totalmente pomontinchi i dialetti del Taravese (Taravesu, -dd- cacuminale solo per -ll-: frateddu, suredda, beddu; ma conservazione di -gl-: piglià, famiglia, figliolu, vogliu; ma non conserva le vocali -i- e -u- corte latine: seccu, peru, rossu, croci, pozzu), del Sartenese (Sartinesu, conservativo, vocali -i- e -u- corte latine: siccu, piru, russu, cruci, puzzu; modificazione -rn→-rr-: forru, carri, corru; cacuminale anche per gl: piddà, famidda, fiddolu, voddu; forme verbali in cantàvami, cantàvani; plurale maschile in -i>-a: l'ochja, i poma; ma con esito in eddu/edda/eddi), dell'Alta Rocca (Rucchisgianu, tra i più conservativi e puri, con esito in iddu/idda/iddi, la cacuminale -dd- anche per -gl-: piddà, famidda, fiddolu, voddu, -i- e -u- corte latine e con altre particolarità che lo accostano notevolmente al gallurese), e della regione meridionale tra Porto Vecchio (Portivechjacciu) e l'entroterra di Bonifacio (cacuminale in -dd- anche per -gl- come nell'Alta Rocca ma con -u>-i: fiumu, paesu, patronu; evoluzione del plurale maschile -i>-a: i letta, i solda, i ponta, i foca, i mura, i loca, i balcona; forme verbali in cantàiami, cantàiani; -i- e -u- corte latine, esito eddu/edda/eddi a Porto Vecchio ma iddu/idda/iddi a Figari). I dialetti pomontinchi sono quindi delimitati da una linea che passa a sud di Porticcio, Bastelica, del Col di Verde e di Solenzara (escludendoli).

### Gallurese
Il gallurese (gadduresu), parlato nella regione storico-geografica della Gallura (Sardegna), è molto simile ai dialetti dell'Alta Rocca per le seguenti caratteristiche :
- Vocali -i- e -u- corte latine: siccu, piru, cruci, puzzu etc.;
- Modificazione -rn→-rr-: forru, carri, corru etc.;
- Cacuminale anche per gl: piddà, famidda, fiddolu, voddu etc.;

### Castellanese
Il dialetto castellanese è parlato nel comune di Castelsardo in Sardegna, e come variante a Tergu e Sedini. L'origine dell'idioma risale all'incirca al XIII secolo in seguito all'arrivo di un grande numero di genti corse che finirono per rappresentare la maggioranza della popolazione, cui si aggiungevano liguri, toscani e sardi che insieme costituivano la variegata popolazione della città neo-fondata dai Doria.
Questa variante rappresenta un esempio di koinè in quanto, in un contesto linguistico prettamente toscano-corso (presenta analogie con il corso parlato nella conca di Ajaccio, e in particolare con la variante della lingua corsa detta "taravesu"), si aggiungono elementi galloromanzi (liguri-genovesi) e molti termini sardi e di derivazione catalana/aragonese. Il castellanese presenta notevoli concordanze con la variante del corso detto Taravesu con il quale condivide moltissimi fonemi: pronomi personali eddu/edda/eddi, cacuminali solo per -ll, conservazione del gruppo -GL, passaggio del gruppo -RN a -RR, mantenimento della v intervocalica, sviluppo in -e/-o delle vocali brevi latine, Le caratteristiche più importanti del castellanese possono essere individuate in:
- nettezza della pronuncia dei gruppi -ghj- e -chj- (agghju, magghju)
- pronuncia della -v- iniziale (vinu, vacca.)
- pronuncia della -v- intervocalica (eva, etc.) caratteristica presente nel corso (Ajaccino, Travesu, etc.)
- conservazione di vocali brevi latine in molti termini (mushca e non moshca, infriddà e non infreddà) caratteristica che lo affianca alla lingua corsa meridionale e al gallurese, mentre in molti si assite al singolare sviluppo in e/o come nel corso del nord e centro-meridionale e nel sopra citato "taravesu" e i dialetti della conca di Ajaccio.
- cacuminali solo per -ll-
- mutamento di -ce-,-ci- in -ge-,-gi-: lugi, vogi, pagi
- Modificazione -rn→-rr-: forru, carri, corru etc.;
- esiti eddu/edda/eddi
- variegato lessico conservativo.[N 11]

### Sassarese
Il sassarese (sassaresu),

## Esempi nelle principali varianti
| Italiano standard: I passatempi | Elbano occidentale: I passatempi | Capraiese: I passatempi | Corso cismontano: I passatempi | Corso oltramontano: I passatempi | Tavarese: I passatempi | Gallurese: Li passatempi | Castellanese: Li passatempi | Sassarese: Li passatempi |
| --- | --- | --- | --- | --- | --- | --- | --- | --- |
| Sono nato in Corsica e vi ho passato gli anni migliori della mia giovinezza. Ricordo, quando eravamo ragazzi, che le nostre mamme ci mandavano da soli a fare il bagno. Allora la spiaggia era piena di sabbia, senza scogli né rocce e si stava in mare delle ore fino a quando, paonazzi dal freddo poi ci andavamo a rotolare in quella sabbia bollente dal sole. Poi l'ultimo tuffo per levarci la sabbia attaccata alla pelle e ritornavamo a casa che il sole era già calato, all'ora di cena. Quando faceva buio noi ragazzi ci mandavano a fare granchi, con la luce, che serviva per mettere l'esca agli ami per pescare. Ne raccoglievamo in quantità poi in casa li mettevamo in un sacchetto chiuso in cucina. Una mattina in cui ci eravamo alzati che era ancora buio, quando siamo andati a prendere il sacchetto era vuoto e i granchi giravano per tutte le camere e c'è voluta più di mezz'ora per raccoglierli tutti. | Sò nato in Corsica e c'hajo passato li méglio anni de la mi' giovinezza. Mi mentovo quand'èremo bàmboli che le nosse ma' ci mandàveno da ssoli a fa' 'l bagno. Allora la piaggia era piena di rena, senza scogli né greppe e stàvemo in mare fino a quando ingrozzichiti c'andàvemo a rivorta' 'n chidda rena bollente dal sole. Poi l'urtimo ciutto pe' levacci la rena attaccata a la pella e tornàvemo 'n casa che 'l sole era già ciuttato, a l'ora di cena. Quando veniva buio a no' bàmboli ci mandàveno a fa' granchi, colla luce, che ci voléveno pe' mette' l'ami pe' pescà. Ne aricogliévemo a guaro, po' 'n casa li mettévemo in de 'n sacchetto chiuso 'n cucina. Una matina che c'èremo levati ch'era sempre buio, quando simo andati a piglià 'l sacchetto era voto e li granchi giràveno pe' ttutte le càmmere e c'è voluto più di mezz'ora ad aricoglieli tutti. | Sigghi natu in Corsica e g'hagghi passatu li mégghiu anni di la me ghiuvinézza. Ricordu quandu èrami zitèlli chi le nosse ma' ci mandèvani da ssòli a fa' u bagnu. Allora la piagghia ère piena di réna, senza scógghi né rocce e ci stève in mare dill'òre finu a quandu paunazzi da u freddu po' ci andèvami a rivòrtule in quella réna bullènte da u sole. Po' l'urtimu ciuttu pe' levacci la réna attaccata a la pella e riturnèvamì in casa chi u sole ère ghià calatu, a l'ora di cena. Quandu fève bugghiu a no'zitèlli ci mandèvani a fa' granchi, cu la lusa, chi ci vulèvani pe' annésche l'ami pe' pèsche. Ne ricugghièvami a mandilate piene po' in casa li mettivami in de un sacchéttu chiòsu in cusina. Una matìna chi c'èrami orzati chi ère sempre bugghiu, quandu simmi andati a pigghie u sacchéttu ère vòtu e li granchi ghirèvani pe' ttutte le càmmare e c'è vulutu più di mezz'ora a ricugghiàli tutti. | Sò natu in Corsica è c'aghju passatu i più belli anni di a mio giuventù. M'arricordu quand'èramu zitelli chì e nostre mamme ci mandavanu soli à fà u bagnu. Tandu a piaghja era piena di rena, senza scogli né cotule é ci ne stàvamu in mare per ore fin'à quandu, viola per u freddu, dopu ci n'andavamu a vultulàcci in quella rena bullente da u sole. Po' l'ultima capiciuttata per levacci a rena attaccata à a pelle è vultavamu in casa chì u sole era digià calatu, à ora di cena. Quand'ellu facìa bughju à noi zitèlli ci mandàvanu à fà granchi, cù u lume, chì ci vulìa per innescà l'ami per a pesca. N'arricuglìamu à mandilate piene po' in casa i punìamu nu un sacchéttu chjosu in cucina. Una mane chì c'èramu arritti ch'èra sempre bughju, quandu simu andati à piglià u sacchettu ellu èra biotu è i granchi giravanu per tutte e camere è ci hè vulsuta più di méz'ora à ricoglieli tutti. | Sòcu natu in Còrsica e v'agghju passatu i mèddu anni di a me ghjuvintù. M'ammentu quand'érami zitéddi chì i nosci mammi ci mandàiani da par no' a fàcci u bagnu. Tandu a piaghja ghjéra piena di rèna, senza scódda né ròcchi è si staghjìa in mari ori fin'a quandu, viola da u fritu andàghjìami a vultulàcci in quidda rèna buddènti da u soli. Dapo', l'ultima capuzzina pa' livàcci a réna attaccata a à péddi e turràiami in casa chì u soli era ghjà calatu, à l'ora di cena. Quandu facìa bughju à no' zitéddi ci mandàiani à fà granci, cù a luci, chi ci vulìa par inniscà l'ami pà piscà. N'arricuglivàmi à mandili pieni è dapoi in casa i mittìami drent'à un sacchettu chjusu in cucina. Una matìna chì ci n'érami pisàti chi ghjéra sempri bughju, quandu sèmu andati à piddà u sacchéttu iddu éra biotu è i granci ghjiràiani pà tutti i càmari e ci hè vuluta più di méz'ora pà ricapizzulàlli tutti. | Socu natu in Corsica è v'aghju passatu i megliu anni di a me ghjuvantù. Mi rammentu quand'erami ziteddi chì i nosci mammi ci mandaiani da par no à fàcci u bagnu. Tandu a piaghja era piena di rena, senza scogli nè rocchi è si staia in mari ori fin'à quandu, viola da u fretu andaiami à vultugliàcci in quidda rena buddenti da u soli. Dapoi, l'ultima capuzzina pà livàcci a rena attaccata à a peddi è turraiami in casa chì u soli era ghjà calatu, à l'ora di cena. Quandu facìa bughju à no ziteddi ci mandaiani à fà granci, cù a luci, chì ci vulìa par inniscà l'ami pà piscà. N'arricugliìami à mandigli pieni è dopu in casa i mittìami drent'à un sacchettu chjusu in cucina. Una matina chì ci n'erami pisati chì era sempri bughju, quandu semu andati à piglià u sacchettu era biotu è i granci ghjiraiani pà tutti i cammari e ci hè vulsuta più d'una mez'ora pà ricapizzulà li tutti. | Sòcu natu in Còssiga e v'agghju passatu li mèddu anni di la mè ciuintù. M'ammentu candu érami stéddi chi li nostri mammi ci mandàani da pal noi a fàcci lu bagnu. Tandu la piaghja éra piena di rèna, senza scóddi e né ròcchi e si stagghjìa in mari ori fin'a candu, biaìtti da lu fritu andaghjìami a vultulàcci in chidda rèna buddènti da lu soli. Dapoi, l'ultima capuzzina pa' bucàcci la réna attaccata a la péddi e turràami in casa chi lu soli éra ghjà calatu, a l'ora di cena. Candu facìa bugghju a noi stéddi ci mandàani a fa' granchi, cù la luci, chi vi vulìa pa' accindì(attivà) l'ami pa' piscà. N'accapitàami a mandili pieni e dapoi in casa li mittìami indrent'a un sacchéddu chjusu in cucina. Una matìna chi ci n'érami pisàti chi éra sempri lu bugghju, candu sèmu andati a piddà lu sacchéddu iddu éra bòitu e li granchi ghjràani pa' tutti li càmbari e v'è vuluta più di mez'ora pa' accapitàlli tutti. | Soggu naddu in Còssiga e v'agghju passaddu li megli'anni di la mè ghjuivintù. M'ammentu cand'èrami piccinni chi li nosthri mammi ci mandavani da pal noi a fàcci lu bagnu . Tandu la spiagghja era piena di rena, senza scogli né rocchi e si sthaggia ori finz'a candu, biàtti da lu freddu andagiami a vultulacci in chidda rena buddendi da lu soli. Dabboi l'ultima cabucina pà buggacci la rena attaccadda a la pèddi e turravami in casa chi lu soli era ghjà caladdu, a l'ora di cena. Candu fagia bughju à noi piccinni ci mandavani a fà ganci, cù la lugi chi vi vulia pà inniscà l'àmi pà piscà. Ni pigliavami assai e daboi in casa li mittìami drent'a un saccheddu sarraddu in cucina. Un mangianu chi ci n'erami pisaddi chi era sempri bugghju, candu semmu andaddi à piglià lu sacchettu era boiddu é li ganci ghjiràvani pàl tutti li càmmari è v'é vuludda più di mezz'ora pà accuglinnili tutti. | Soggu naddu in Còssiga e v'aggiu passaddu l'anni più beddi di la pitzinnìa mea. M'ammentu, cand'érami minori, chi li mammi nosthri tzi mandàbani a fatzi lu bagnu a la sora. Tandu l'ippiaggia era piena di rena, chena ischogliu né rocca e si isthazìa a mogliu ori fintz'a candu, biaìtti da lu freddu, andàbami a rudduratzi in chidda rena buddendi da lu sori. A dabboi l'ùlthimu cabutzoni pa bugganni la rena attaccadda a la peddi e turràbami a casa chi lu sori era già caraddu, a l'ora di tzinà. Candu si fazìa buggiu a noi pitzinni tzi mandàbani a piglià granchi, cu' la luzi chi vi vurìa pa innischà l'amu pa pischà. Ni pigliàbami umbè e dabboi in casa li punìami drentu a un sacchettu sarraddu i' la cuzina. Un manzanu chi tzi n'érami pisaddi chi era ancora buggiu, candu andesimi a piglià lu sacchettu eddu era bioddu e li granchi giràbani pa tutti l'appusenti, e v'è vurudda più di mez'ora pa accuglinniri tutti. |

## Grammatica
Articoli determinativi (sing./plur.): u/i, a/i (ant. lu/li, la/li)
Articoli indeterminativi: unu, una
Pronomi personali: eiu/eo, tu, ellu/ella/eddu/edda/iddu/idda, noi, voi, elli/eddi/iddi
Pronomi e aggettivi possessivi: meiu/meo/mo/me, toiu/to, soiu/so, nostru, vostru, soiu/so
Pronomi e aggettivi dimostrativi: questu/quistu-questi/quisti (questo-questi), quessu/quissu-quessi/quissi (codesto-codesti), quellu/quiddu-quelli/quiddi (quello-quelli)
Verbi:
I verbi hanno fondamentalmente quattro coniugazioni (-à, -é, -e/-a, -e/-ì) delle quali la seconda e la terza presentano alcune caratteristiche comuni.
Verbo esse/essa (essere):
- Indicativo presente: eiu/eo sò/socu, tu sè/sì, ellu/eddu/iddu hè, noi simu/semu, voi site/sete/seti, elli/eddi/iddi sò;
- Indicativo imperfetto: eiu/eo era/eru, tu ere/eri, ellu/eddu/iddu era, noi eramu/erami, voi erete/erate/erati, elli/eddi/iddi eranu/erani;
- Indicativo passato remoto: eiu/eo fui/fubbi, tu fuste/fusti, ellu/eddu/iddu fu/fubbe, noi fuimu/fubbimu, voi fustete/fuste/fusti, elli/eddi/iddu funu/funi/fubbenu;
- Indicativo futuro: eiu/eo seraghju/saraghju, tu serai/sarai/saré, ellu/eddu/iddu serà/sarà, noi seremu/saremu, voi serete/sarete/sareti, elli/eddi/iddi seranu/saranu/sarani;
- Congiuntivo presente: chì eo/eiu sia/sii, chì tù sie/sia/sìi, chì ellu/eddu/iddu sia/sii, chì noi sìamu/sìami, chì voi siete/sìate/sìati, chì elli/eddi sìanu/sìani;
- Congiuntivo imperfetto: chì eo/eiu fussi, chì tu fusse/fussi, chì ellu/eddu/iddu fussi, chì noi fussimu/fussimi, chì voi fussete/fussite/fussiti, chì elli/eddi/iddi fussinu/fussini;
- Condizionale: eo/eiu serebbi/sarìa, tu sereste/sarìsti, ellu/eddu/iddu serebbe/sarìa, noi serebbimu/sarìamu/sarìami, voi serèstete/sarìate/sarìati, elli/eddi/iddi serebbenu/sarìanu/sarìani;
- Gerundio presente: essendu;
- Gerundio passato: essendu statu;

Verbo avè (avere):
- Indicativo presente: eo/eiu aghju, tu ai, ellu/eddu/iddu hà, noi avèmu/èmu, voi avète/avèti/èti, elli/eddi/iddi anu/ani;
- Indicativo imperfetto: eo/eiu avia/aviu, tu avie/avii, ellu/eddu/iddu avia, noi avìamu/avìami, voi avìete/avìate/avìati, elli/eddi/iddi avìanu/avìani;
- Indicativo passato remoto: eo/eiu ebbi/abbi, tu aveste/avesti/avisti, ellu/eddu/iddu ebbe/abbe, noi ebbimu/avetimu, voi avestete/aviste/avetiti, elli/eddi/iddi ebbenu/abbenu/avetenu;
- Indicativo futuro: eo/eiu averaghju/avaraghju, tu averai/avarai/avaré, ellu/eddu/iddu averà/avarà, noi averemu/avaremu, voi averete/avarete/avareti, elli/eddi/iddi averanu/avaranu/avarani;
- Congiuntivo presente: chì eo/eiu appii/abbia/aghjia, chì tu appie/abbii/aghji, chì ellu/eddu/iddu appii/abbia/aghja, chì noi àppiimu/àbbiamu/àghjimi, chì voi àppiete/àbbiate/àghjiti, chì elli/eddi/iddi àppiinu/àbbianu/àghjini;
- Congiuntivo imperfetto: chì eo/eiu avessi/avissi, chì tu avesse/avissi, chì ellu/eddu/iddu avessi/avissi, chì noi avèssimu/avissimu, chì voi avèssete/avissite/avissiti, chi elli/eddi/iddi avèssinu/avissinu/avissini;
- Condizionale: eo/eiu averebbi/avaria, tu avereste/avarìsti, ellu/eddu averebbe/avarìa, noi averèbbimu/avarìamu/avarìami, voi averèstete/avarìate/avarìati, elli/eddi/iddi averèbbenu/avarìanu/avarìani;
- Gerundio presente: avèndu;
- Gerundio passato: avendu avùtu;

Coniugazione in -à – Verbo amà (amare):
- Indicativo presente: eo/eiu amu, tu ami, ellu/eddu/iddu ama, noi amèmu, voi amate/amèti, elli/eddi amanu/amani;
- Indicativo imperfetto: eo/eiu amàva/amaìa, tu amave/amàvi/amai, ellu/eddu/iddu amàva/amaìa, noi amavamu/amaìami, voi amavete/amavate/amaìati, elli/eddi/iddi amavanu/amaìani;
- Indicativo passato remoto: eo/eiu amai/ameti, tu amaste/amesti, ellu/eddu/iddu amò/amete/ameti, noi amaimu/ametimu/ametimi, voi amastete/amesti/ametiti, elli/eddi/iddi amonu/ametenu/ametini;
- Indicativo futuro: eo/eiu ameraghju/amaraghju, tu amerai/amarai/amaré, ellu/eddu/iddu amerà/amarà, noi ameremu/amaremu, voi amerete/amarete/amareti, elli/eddi/iddi ameranu/amaranu/amarani;
- Gerundio presente: amèndu;
- Gerundio passato: avendu amatu;

Coniugazione in -è – Verbo vulè (volere):
I rari verbi di questa coniugazione (aé, duvè, parè, pudè, sapé, valè, vulé) sono tutti irregolari.
Coniugazione in -e/-a – Verbo teme/tema (temere):
Comprende ad esempio i verbi crede/creda (credere), corre/corra (correre), rivede/riveda (rivedere);
- Indicativo presente: eo/eiu temu, tu temi, ellu/eddu/iddu teme/temi, noi temimu/timimu, voi temite/timite/timiti, elli/eddi/iddi temenu/temini;
- Indicativo imperfetto: eo/eiu temìa/timìa/timìu, tu temìe/timìi, ellu/eddu/iddu temìa/timìa, noi temìamu/timìamu/timiami, voi temìete/timìate/timìati, elli/eddi/iddi temìanu/timìanu/timìani;
- Indicativo passato remoto: eo/eiu temìi/timiti, tu temiste/timisti, ellu/eddu/iddu temì/timite/timiti, noi temìimu/timitimu/timitimi, voi temìstete/timitete/timititi, elli/eddi/iddi temìnu/timitinu/timititi;
- Indicativo futuro: eo/eiu temeraghju/timaraghju, tu temerai/timarai/timaré, ellu/eddu/iddu temerà/timarà, noi temeremu/timaremu, voi temerete/timarete/timareti, elli/eddi/iddi temeranu/timaranu/timarani;
- Gerundio presente: temendu/timèndu/timèndi;
- Gerundio passato: avendu temutu/timùtu;

Coniugazione in -e/-ì – Verbo finisce/finì (finire):
Comprende ad esempio i verbi dorme/durmì (dormire), copre/cuprì (coprire), dì (dire), scopre/scoprì (scoprire), more/morì (morire), vene/venì (venire), apparisce/apparì (apparire), costruisce/costruì (costruire), finisce/finì (finire);

## Vocabolario
Tabella di comparazione delle lingue neolatine:
| Latino                     | Francese | Còrso                             | Italiano          | Spagnolo | Occitano         | Catalano | Siciliano | Napoletano | Portoghese | Gallego  | Romeno     | Sardo            | Genovese    | Lombardo  | Veneto  | Toscano       |
| -------------------------- | -------- | --------------------------------- | ----------------- | -------- | ---------------- | -------- | --------- | ---------- | ---------- | -------- | ---------- | ---------------- | ----------- | --------- | ------- | ------------- |
| clave                      | clé/clef | chjave/chjavi                     | chiave            | llave    | clau             | clau     | chiavi    | chiava     | chave      | chave    | cheie      | crae/crai        | ciave       | ciav      | ciàve   | chiàve        |
| nox (gen. noctis)          | nuit     | notte/notti                       | notte             | noche    | nuèt/nuèch/nuòch | nit      | notti     | notta      | noite      | noite    | noapte     | notte/notti      | nötte       | nocc/not  | nòte    | notte         |
| cantare                    | chanter  | cantà                             | cantare           | cantar   | cantar           | cantar   | cantari   | cantà      | cantar     | cantar   | cânta      | cantare/cantai   | cantà       | cantâ     | cantàr  | cantà/cantare |
| capra                      | chèvre   | capra                             | capra             | cabra    | cabra            | cabra    | crapa     | crapa      | cabra      | cabra    | capră      | craba            | crava       | cavra     | cavra   | capra         |
| lingua                     | langue   | lingua                            | lingua            | lengua   | lenga            | llengua  | lingua    | lengua     | língua     | lingua   | limbă      | limba/lìngua     | lengua      | lengua    | léngua  | lìngua        |
| platea                     | place    | piazza                            | piazza            | plaza    | plaça            | plaça    | chiazza   | chiazza    | praça      | praza    | piață      | pratha/pratza    | ciassa      | piazza    | piàsa   | piazza        |
| pons                       | pont     | ponte/ponti                       | ponte             | puente   | pont             | pont     | ponti     | ponte      | ponte      | ponte    | pod        | ponte/ponti      | punte/punti | pont      | pónte   | ponte         |
| ecclesia                   | église   | ghjesgia                          | chiesa            | iglesia  | glèisa           | església | cresia    | chiesia    | igreja     | igrexa   | biserică   | cheja/cresia     | geixa       | giesa     | céxa    | chièsa        |
| hospitalis                 | hôpital  | ospidale/spedale spidali/uspidali | ospedale          | hospital | hospital         | hospital | spitali   | spitale    | hospital   | hospital | spital     | ispidale/spidali | uspiâ       | ospedal   | ospedàl | ospitàle      |
| caseus lat.volg.formaticum | fromage  | casgiu/furmagliu / furmaghju      | formaggio o cacio | queso    | formage          | formatge | caciu     | caso       | queijo     | queixo   | brânză/caș | casu             | caciu       | formai/gg | formàjo | cacio         |

Diversi francesismi sono diffusamente presenti nel còrso (con l'ovvia esclusione di gallurese e sassarese, i quali invece hanno subìto vari sardismi e iberismi):
usina (fabbrica, da usine), caminu di farru (ferrovia, da chemin de fer), mèria/mèru (sindaco, da mairie/maire), nivellu (livello, da niveau).
Sempre nel còrso di Corsica sono impiegati - per lo più da giornalisti - termini creati artificialmente da alcuni professori dell'Università della Corsica. A volte tali termini tentano di sostituire parole esistenti e per questo non hanno successo presso i locutori comuni; uno degli esempi è costituito dalla parola scheleru che vorrebbe sostituire attentatu, partendo dal latino scelus, sceleris (crimine).
Va osservato che, oltretutto, la modifica di scelus, sceleris in scheleru non sembra rispettare la fonetica còrsa, che in perfetto accordo con quella italo-romanza ha generato tempu a partire da tempus, temporis.

## Regole di ortografia e di pronuncia
Il còrso viene per quanto possibile scritto in maniera sovradialettale tralasciando le variazioni dialettali minori. Le regole generali di ortografia scritta non differiscono molto da quelle in uso nella lingua italiana (che del resto vi è stata per secoli l'unica lingua scritta), fatte salve alcune particolarità:
- trascrizione raddoppiata delle consonanti rafforzate come in italiano: caru (caro) rispetto a carru (carro);
- presenza del trittongo palato-linguale -ghj- che però non viene raddoppiato: aghju (ho), ghjesgia (chiesa), viaghju (viaggio), ghjuntu (giunto). Il gruppo iniziale spesso (dopo una vocale) non viene pronunciato (iesgia) ma viene comunque trascritto. In certe zone del nord dell'isola (Balagna), la forma -ghj- può virare a -gi- : ghjuventù/giuventù (gioventù) o sparire: ghjè/hè (è); è da notare che l'alternanza ghjè/hè è diffusa in generale nella lingua corsa. In Gallura e a Castelsardo il suono viene invece usualmente trascritto raddoppiato quando rafforzato: agghju, viagghju, mentre nel Sassarese non è presente e vira a -g-: aggiu, gesgia, viaggiu, giuntu (quando è iniziale, il suono può alternare a seconda dei casi con /j/: jesgia, juntu);
- presenza del dittongo palato-linguale chj: chjodu (chiodo), ghjinochju (ginocchio). In Gallura e a Castelsardo il suono viene trascritto raddoppiato quando rafforzato (ghjinocchju) mentre nel Sassarese non è presente e vira a -c- (ciodu, ginocciu)
- particolarità nell uso degli accenti e delle h, rispetto all'italiano: hè (è), hà (ha), à (a, al), è (e), hanu (hanno); in gallurese e sassarese si utilizza la grafia italiana;
- articoli in u/ant. lu (il), 'a/ant. la (la). Le forme arcaiche sono ancora in uso nel gallurese, a Castelsardo, nel sassarese, nel Capocorsino e sporadicamente nelle zone interne;
- scrittura della v- sovradialettale: viaghju (pronuncia: biadju al nord e viadju al sud, in Gallura e a Castelsardo) anche in caso di elisione nella pronuncia: sùvaru (pronuncia: suuaru o sùaru), ventu (pronuncia: uentu o entu); in gallurese, sùaru e ventu, con <v> iniziale che può essere elisa anche in grafia utilizzando un apostrofo ('entu).

## Esempi
Poiché il còrso presenta diverse varianti, in alcuni casi le parole possono cambiare da zona a zona.

### Frasi e parole base
Salutarsi:
ciao: salutu
salve: salute
buongiorno: bonghjornu
buonasera: bonasera
buonanotte: bonanotte/bonanotti
come va?: cume/cumu site?/comu seti? 
come stai?: cume/cumu/comu stai?
allora?: tandu?/allura?
di che (cosa) state parlando:?: a vi discurrite?
tutto bene?: a ti passi?
Scusarsi / Ringraziare:
mi scusi/per favore: mi scusu
scusatemi: scusatemi/scusetimi
grazie / vi ringrazio: grazia/a ringrazziavvi
mi fa molto piacere: mi face assai piacè
sono stato io: sò statu eiu
mi vergogno: mi vargognu
Conoscersi:
di dove siete / da dove venite?: d'induve site/seti?/di quale ne site/seti?
sei bastiaccio?: site bastiacciu?
non sarete mica còrso?: ùn sariate micca Corsu?
sono ajaccino: eiù sò/socu Aiaccinu
dove sei nato?: induve si natu? / Induva sè natu ?
sono nato a Bonifacio: sò/socu natu in Bunifaziu
Accettare, suggerire e proporre:
sono d'accordo: hè detta 
va bene: va bè
faccio come dici: aghju da fà cum'è tù dici
facciamo una partita a dama?: a ci femu una dama?
Chiedere qualcosa:
posso venire con voi?: possu vene incu voi? / possu vena cu' voscu ?
posso mangiare?: manghjà, possu?
Dare valutazioni:
per quanto mi riguarda: in quant'è a mè... 
(io) penso che...: pensu chì...
(io) credo che: credu chì...
(io) sono sicuro e certo che...: sò / socu sicuru è certu chi...
(io) sono convinto che: sò/ socu scunvintu chì...

### Indicare qualcosa o qualcuno
miracolo! / per fortuna!: mirallu!
guarda!: feghja!/fideghjia! / fighjùla ! / guarda !
l'hai qui davanti!!: l'hai qui davanti!
la vedi questa donna?: a vedi sta donna?
lo vedi quest'uomo?: u vedi st'omu?
la vedi questa ragazza?: a vedi sta giuvanotta?/sta zitedda?
lo vedi questo ragazzo?: u vedi stu giuvanottu/stu ziteddu?
lo vedi questo/a bambino/a?: a/u vedi stu/a cininu/a/zitellucciu/a/zitedducciu/a?
Parole in còrso cismontano e in còrso oltramontano
| Còrso cismontano | Còrso oltramontano | Italiano     |
| ---------------- | ------------------ | ------------ |
| a giuventù       | a ghjuventù        | la gioventù  |
| ghjunghje        | ghjungna           | giungere     |
| manghjà          | magnà              | mangiare     |
| zitellu          | ziteddu            | bambino      |
| cavallu          | cavaddu            | cavallo      |
| collu            | coddu              | collo        |
| stella           | stedda / stidda    | stella       |
| pelle            | peddi              | pelle        |
| ellu / ella      | iddu / idda        | lui / lei    |
| piglià           | piddà              | prendere     |
| famiglia         | famidda            | famiglia     |
| paglia           | padda              | paglia       |
| fornu            | furru              | forno        |
| carne            | carri              | carne        |
| parlate          | parleti            | voi parlate  |
| pàrlanu          | pàrlani            | essi parlano |
| simu             | semu               | noi siamo    |
| cane             | ghjàcaru           | cane         |
| sì / sè          | sì                 | sì           |
| esse             | essa               | essere       |
| accende          | accenda            | accendere    |
| corre            | corra              | correre      |
| cunnosce         | cunnoscia          | conoscere    |
| induve           | induva             | dove         |
| u mare           | u mari             | il mare      |
| u pane           | u pani             | il pane      |
| a volpe          | a volpi            | la volpe     |

Esempi
| Italiano      | Genovese            | Còrso                                   | Gallurese                       | Sassarese                           | Castellanese              | Toscano Occidentale (costiero) |
| ------------- | ------------------- | --------------------------------------- | ------------------------------- | ----------------------------------- | ------------------------- | ------------------------------ |
| la terra      | a tæra              | a terra/a tarra                         | la tarra                        | la terra                            | la terra                  | la terra                       |
| il cielo      | u çê                | u celu/i                                | lu celi                         | lu zeru                             | lu celu                   | 'l cèlo                        |
| l'acqua       | l'ægua              | l'acqua                                 | l'ea                            | l'eba                               | l'eva                     | l'acqua                        |
| il fuoco      | u fögu              | u focu                                  | lu focu                         | lu foggu                            | lu foggu                  | 'l fòo                         |
| l'uomo        | l'ommu              | l'omu                                   | l'omu                           | l'ommu                              | l'ommu                    | l'òmo                          |
| la donna      | a donna             | a donna                                 | la fèmina                       | la fémmina                          | la fémmina                | la donna                       |
| mangiare      | mangiâ              | manghjà / magnà                         | manghjà/magnà                   | magnà                               | magnà                     | mangià/desinà                  |
| bere          | beive               | beie/bìa                                | bì                              | bì                                  | bì                        | bé/bève                        |
| grande        | grande              | grande/ maiò / maiori                   | mannu/grendi/grandi             | mannu                               | mannu                     | grande                         |
| piccolo       | piccin              | chjùcu/pìcculu/mischinu/minori / minutu | minori/picculu                  | minori                              | minori                    | pìccolo                        |
| il burro      | u bitiru            | u butiru/a grètula                      | lu buttirru                     | lu buttirru                         | lu buttiru                | 'l burro                       |
| il mare       | u mâ                | u mare/u mari                           | lu mari                         | lu mari                             | lu mari                   | 'l mare                        |
| il giorno     | u giurnu            | u ghjornu                               | la dí/la ciurrata               | la dì                               | la dì/ giulnadda          | 'l giorno                      |
| il fiore      | a sciû              | u fiore/fiori                           | lu fiori                        | lu fiori                            | lu fìori                  | 'l fiore                       |
| la scimmia    | a scimia            | a scimia                                | la municca/la scimmia           | la muninca                          | la scimmia                | la scimmia                     |
| la macchia    | a maccia            | a tacca/a macula                        | la tacca                        | la mancia                           | la mancia                 | la macchia                     |
| la testa      | a testa             | u capu                                  | lu capu                         | lu cabbu                            | lu cabbu                  | 'l capo/ceppióne               |
| la finestra   | u barcun            | u purtellu/u purteddu                   | lu balconi/lu pulteddu          | lu/la balchoni/vintana              | lu balchoni               | la finestra                    |
| il tavolo     | a toua              | a tàvula / a tola                       | la banca                        | la banca/la mesa                    | la banca                  | 'l tàolo                       |
| il piatto     | u tundu             | u piattu                                | lu piattu                       | lu piattu                           | lu piattu                 | 'l piatto                      |
| lo stagno     | u stagnu            | u stagnu                                | lu stagnu                       | lu isthagnu                         | l' isthagnu/ pogghju      | 'l bózzo                       |
| il lago       | u lagu              | u lagu/lavu                             | lu lagu                         | lu lagu                             | lu lagu                   | il lago                        |
| un arancio    | u çetrùn            | un aranciu / un citrò                   | un aranciu                      | un aranzu                           | un aranciu                | un arancio                     |
| la scarpa     | u scarpun           | u scarpu                                | lu calzari/lu scalpu            | la botta                            | la botta                  | la scarpa                      |
| la zanzara    | a sinsâa            | a zinzala                               | la zínzula                      | la zinzura                          | la zinzula                | la zanzara                     |
| la luce       | a lüxe              | a luce/a luci                           | la luci                         | la luzi                             | la lugi                   | la luce                        |
| un'unghia     | un'ungia            | un'unghja                               | un'unghja/un'ugna               | un'ugna                             | un'ugna                   | un'unghia                      |
| la lepre      | a lèvre             | a lèvura/a levra/u lèparu               | lu lèparu                       | lu lèpparu                          | lu lèpparu                | la lepre                       |
| la volpe      | a vurpe             | a volpe/a volpi                         | lu maccioni                     | lu mazzoni                          | lu maccioni               | la górpe                       |
| il ghiaccio   | u giassu            | u ghjacciu                              | lu ghjacciu                     | lu ghiacciu                         | lu ghjacciu               | 'l diaccio                     |
| il cioccolato | a ciculata          | a cicculata                             | lu cioccolatu                   | lu ciccurati                        | lu ciocculatu             | 'l cioccolato                  |
| l'aereo       | l'aériu             | l'aviò                                  | l'aereu /l'apparecchju          | l'apparecciu                        | l'aereu                   | l'aèrio                        |
| la valle      | a valle             | a valle/a vaddi                         | la vaddi                        | la baddi                            | la vaddi                  | la valle                       |
| il monte      | u munte             | u monte/u monti                         | lu monti                        | lu monti                            | lu monti                  | 'l monte                       |
| il fiume      | u sciümme           | u fiume/u riu                           | lu riu                          | lu riu                              | lu riu                    | 'l fiume                       |
| la strada     | u carrugiu          | a strada/u carrughju                    | La stritta/la strada/la carrera | la carrera/l' isthrinta             | la carrera//la strinta    | la strada                      |
| il bambino    | u figgeu            | u zitellu/u ziteddu                     | lu steddu                       | lu pizzinnu                         | lu piccinnu               | 'l bimbo/'l bamboro            |
| il neonato    | u ninnin            | u ciruculu/pargulettu/piuppiunellu      | la criatura/lu stidducciu       | la criaddura/lu pizzinneddu         | la criaddura/lu minoreddu | 'l bimbino                     |
| la ferrovia   | a ferruvia          | u caminu di farru/a ferruvia            | la ferruvia                     | ferrandera                          | la ferruvia               | la ferrovia                    |
| il sindaco    | u scindegu          | u merru/u meru/u merre                  | lu sìndacu                      | lu sindaggu                         | lu sindagu                | 'l sìndao                      |
| il Comune     | a Cà Cumunà         | a merria/a Casa Cumuna                  | la Cumuna/la Casa Cumunali      | la Cumuna/lu Cumuni                 | lu Comuni                 | 'l comune                      |
| la stazione   | a staçiun           | la gara/a stazioni                      | la stazioni                     | l'isthazioni                        | la stazioni               | la stazione                    |
| l'auto        | a vetüa/ a macchina | a vittura                               | la vittura/la macchina          | la macchina/la vettura/l'automobiri | la macchina               | l'atomòbile                    |
| la pecora     | a pëgua             | a pècura                                | la pècura                       | la péggura                          | la pégura                 | la péora                       |

I numeri
| 1             | unu                                         |
| 2             | dui                                         |
| 3             | tre                                         |
| 4             | quattru                                     |
| 5             | cinque/cincu/zincu                          |
| 6             | sei                                         |
| 7             | sette/setti                                 |
| 8             | ottu                                        |
| 9             | nove/novi/nobi                              |
| 10            | dece/deci/dezi                              |
| 11            | ondeci/ondici/ondizi                        |
| 12            | dodeci/dodici/dodizi                        |
| 13            | tredeci/tredici/tredizi                     |
| 14            | quattordeci/quattordici/quatthordizi        |
| 15            | quindeci/quindici/quindizi                  |
| 16            | sedeci/sedici/sedizi                        |
| 17            | dicessette/dicissette/dizassetti            |
| 18            | diciottu/dizottu                            |
| 19            | dicennove/dicinnovi/dizanobi                |
| 20            | vinti/venti/vinti                           |
| 21            | vintunu                                     |
| 22            | vintidui                                    |
| 23            | vintitrè                                    |
| 24            | vintiquattru                                |
| 25            | vinticinque/vinticincu/vintizincu           |
| 26            | vintisei                                    |
| 27            | vintisette/vintisetti                       |
| 28            | vintottu                                    |
| 29            | vintinove/vintinovi/vintinobi               |
| 30            | trenta                                      |
| 40            | quaranta                                    |
| 50            | cinquanta/zinquanta                         |
| 60            | sessanta/sissanta                           |
| 70            | settanta/sittanta                           |
| 80            | ottanta                                     |
| 90            | nuvanta/novanta/nubanta                     |
| 100           | centu/centu/zentu                           |
| 200           | duiecentu / duie centu / duizentu           |
| 300           | trecentu / trè centu / trizentu             |
| 400           | quattrucentu / quattru centu / quattruzentu |
| 500           | cinquecentu / cinque centu / zincuzentu     |
| 1000          | mille/milli                                 |
| 2000          | duiemila / duimila / duimiria               |
| 1 000 000     | un milione/un millione                      |
| 1 000 000 000 | un miliardo/un miliardu                     |

I giorni della settimana
| Italiano  | Còrso                                         | Gallurese | Sassarese | Castellanese |
| --------- | --------------------------------------------- | --------- | --------- | ------------ |
| Lunedì    | Luni                                          | Luni      | Luni      | Luni         |
| Martedì   | Marti                                         | Malti     | Marthi    | Malti        |
| Mercoledì | Mercuri/Marcuri                               | Màlcuri   | Marchuri  | Malcuri      |
| Giovedì   | Ghjovi/Ghiovi                                 | Ghjoi     | Giobi     | Ghjoi        |
| Venerdì   | Venneri/Vènnari/Veneri/Venari/Vendari/Venderi | Vènnari   | Vènnari   | Vènnari      |
| Sabato    | Sàbbatu                                       | Sàbbatu   | Sàbbadu   | Sàbbadu      |
| Domenica  | Dumènica/Duminica                             | Dumínica  | Duméniga  | Dumeniga     |

I mesi
| Italiano  | Còrso                         | Gallurese   | Sassarese   | Castellanese |
| --------- | ----------------------------- | ----------- | ----------- | ------------ |
| Gennaio   | Ghjennaghju / Ghjinnaghju     | Ghjnnagghju | Ginnaggiu   | Ghjnnagghju  |
| Febbraio  | Ferraghju/Farraghju/ Friaghju | Friagghju   | Fribaggiu   | Friagghju    |
| Marzo     | Marzu                         | Malzu       | Mazzu       | Malzu        |
| Aprile    | Aprile/Aprili                 | Abriri      | Abriri      | Abrili       |
| Maggio    | Maghju                        | Magghju     | Maggiu/Maiu | Magghju      |
| Giugno    | Ghjugnu                       | Làmpata     | Làmpada     | Làmpada      |
| Luglio    | Lugliu/Luddu                  | Agliola     | Triura      | Triula       |
| Agosto    | Aostu/Austu                   | Austu       | Aosthu      | Aosthu       |
| Settembre | Settembre/Sittembri           | Capidannu   | Cabidànnu   | Cabidannu    |
| Ottobre   | Ottobre/Uttovri/Uttrovi       | Santigaini  | Santuaìni   | Santuaini    |
| Novembre  | Novembre/Nuvembri             | Santandria  | Santandria  | Santandria   |
| Dicembre  | Decembre/Dicembri             | Natali      | Naddari     | Naddali      |

In gallurese come anche in sassarese e castellanese, nel linguaggio comune, spesso le forme tradizionali làmpata/làmpada, agliola/triura/triula, capidannu/cabidanni, santigaini/santuaini, santandria e natali/naddari/naddali tendono a essere sostituite rispettivamente da ghjugnu/giugnu/ghjugnu, luddu/lugliu/lugliu, sittembri/settembre/settembri, uttobri/ottobre/uttobri, nuembri/nubembri/nuvembri e dicembri/dizembri/dicembri.
Le stagioni
| Italiano  | Genovese   | Còrso                         | Gallurese         | Sassarese         | Castellanese      | Toscano  |
| --------- | ---------- | ----------------------------- | ----------------- | ----------------- | ----------------- | -------- |
| Primavera | primaveia  | primavera/veranu/branu        | branu/primmaera   | primabèra/branu   | primmaera/branu   | Primaèra |
| Estate    | stae/estae | estate/istate/istati/istatina | statiali/istiu    | isthiu/isthadiari | isthiu/staddiali  | Estahe   |
| Autunno   | autunnu    | autunnu/vaghjimu              | vagghjimu/ottugnu | attugnu           | attugnu/vagghjimu | Atunno   |
| Inverno   | invernu    | invernu/invarru               | varru             | inverru           | inverru           | 'Nverno  |

I pasti
| Italiano  | Còrso               | Gallurese | Sassarese     | Castellanese   |
| --------- | ------------------- | --------- | ------------- | -------------- |
| Colazione | Cullaziò/Cullazione | Smulzu    | Immuzà/Immùzu | Smulzu         |
| Pranzo    | Pranzu              | Gustari   | Gusthari      | Pranzu/Gustali |
| Merenda   | Merenda/Mirenda     | Mirenda   | Merenda       | Mirenda        |
| Cena      | Cena                | Cena      | Zena          | Cena           |

La cucina
| Italiano        | Còrso                     | Gallurese      | Sassarese           | Castellanese      |
| --------------- | ------------------------- | -------------- | ------------------- | ----------------- |
| Acqua           | Acqua                     | Ea             | Eba                 | Eva               |
| Vino            | Vinu                      | Vinu           | Binu                | Vinu              |
| Birra           | Biera                     | Birra          | Birra               | Birra             |
| Aceto           | Acetu                     | Acetu          | Azeddu              | Ageddu            |
| Olio            | Oliu                      | Ociu           | Ozu                 | Occiu             |
| Latte           | Latte/i                   | Latti          | Latti               | Latti             |
| Miele           | Mele/i                    | Méli           | Meri                | Meli              |
| Uovo            | Ovu/a                     | Oa             | Obu                 | Ou                |
| Pane            | Pane/i                    | Pani           | Pani                | Pani              |
| Riso            | Risu                      | Risu           | Risu                | Risu              |
| Prosciutto      | Prisuttu                  | Prusciuttu     | Prosciuttu          | Prusciuttu        |
| Salsiccia       | Salciccia                 | Salticcia      | Salthiza            | Salticcia         |
| Zucchero        | Zùccaru                   | Zùccaru        | Zùccaru             | Zùccaru           |
| Sale            | Sale/i                    | Sali           | Sari                | Sali              |
| Patata          | Pomu                      | Pomu           | Patatu              | Patatu            |
| Polenta         | Pulenda                   | Pulenta        | Purenta             | Pulenta           |
| Formaggio       | Casgiu/Furmaghju          | Casgiu         | Casgiu              | Casgiu            |
| Caffè           | Caffè                     | Caffè          | Caffè               | Caffè             |
| Pesce           | Pesce/Pesciu/Pisciu/Pisce | Pesciu         | Pesciu              | Pesciu            |
| Carne           | Carne/Carri               | Carri          | Carri               | Carri             |
| Verdura/Ortaggi | Ortaglia/Urtaglia/Ortame  | Ultalizia      | Virdhura/Urtharizia | Ultalizia/vildura |
| Pasta           | Pasta                     | Pasta          | Pasta/maccarroni    | Pasta/maccaroni   |
| Pizza           | Pizza                     | Pizza          | Pizza               | Pizza             |
| Focaccia        | Fucaccia                  | Coccu/Fucaccia | Cocca               | cuaccia           |
| Biscotto        | Biscottu                  | Biscottu       | Bischottu           | Bischottu         |
| Torta           | Torta                     | Tulta          | Turtha              | Tulta             |
| Tonno           | Tonnu                     | Tonnu          | Tonnu               | Tunnu             |
| Zuppa           | Suppa/Minestra            | Minestra/Suppa | Zuppa               | suppa             |
| Sogliola        | Sogliula                  | Sogliula       | Sogliura            | Sogliula          |

## Nomi delle città corse
| Nome italiano | Nome corso          | Nome francese |
| ------------- | ------------------- | ------------- |
| Aiaccio       | Aiacciu / Aghjacciu | Ajaccio       |
| Aleria        | Aleria              | Aléria        |
| Bastia        | Bastia              | Bastia        |
| Bonifacio     | Bunifaziu           | Bonifacio     |
| Calvi         | Calvi               | Calvi         |
| Cervione      | Cervioni            | Cervione      |
| Corte         | Corti               | Corte         |
| Isola Rossa   | Lisula              | L'Île-Rousse  |
| Porto Vecchio | Portivechju         | Porto-Vecchio |
| Propriano     | Prupià              | Propriano     |
| Rogliano      | Ruglianu            | Rogliano      |
| San Fiorenzo  | San Fiurenzu        | Saint-Florent |
| Sartene       | Sartè               | Sartène       |
| Vico          | Vicu                | Vico          |

I nomi delle città corse sono praticamente tutti di origine italiana, poiché la lingua colta impiegata in Corsica era quella italiana sino all'imposizione per legge del francese nel 1859. Gran parte dei maggiori centri, inoltre, sono stati fondati o promossi al rango di città per iniziativa dei governi pisano e genovese. Anche dopo il passaggio sotto la sovranità francese solo pochi centri in Corsica hanno subito l'assimilazione nella lingua statale, la cosiddetta gallicizzazione, ovvero Isola Rossa diventata L'Île-Rousse e San Fiorenzo diventato Saint-Florent. Altre modifiche minori hanno riguardato Aiaccio, per la quale è stata utilizzata la forma italiana arcaica Ajaccio e Sartene, diventato Sartène, oltre all'aggiunta di un trattino tra tutti i nomi doppi, ad esempio Porto-Vecchio per Porto Vecchio. La denominazione di Tox è invece antecedente all'annessione francese in quanto era già utilizzata come variante alternativa a Tocchisu, identico ancora oggi come forma corsa. La versione corsa dei nomi delle città è comunque assai prossima a quella italiana.

## Francesismi
Dall'annessione alla Francia nel 1768 la lingua corsa è stata influenzata dal francese nella terminologia, ecco alcuni esempi:
| Italiano            | Corso                           | Francese               |
| ------------------- | ------------------------------- | ---------------------- |
| autista             | sciuffore                       | chauffeur              |
| aeroplano           | aviò                            | avion                  |
| automobile, vettura | vittura, automobile             | voiture                |
| calcio              | ghjocu à ballò/ballò            | football               |
| benzina             | gasu, essenza                   | essence, carburant     |
| cinema              | cinemà, sinemà, cinema          | cinéma                 |
| computer            | urdinatori, ordinadore          | ordinateur             |
| fabbrica            | usina                           | usine                  |
| ferrovia            | caminu di farru, strada ferrata | chemin de fer          |
| galleria            | tunellu                         | tunnel                 |
| livello             | livellu, nivellu                | niveau                 |
| lavoratore          | travagliadore                   | travailleur            |
| municipio           | merria, casa cumuna             | mairie                 |
| pallone             | sfera, pallò, ballò             | sphère                 |
| panettiere          | panatteru                       | boulanger              |
| patata              | pomu, patata                    | pomme de terre, patate |
| sciopero            | greva, disoperu                 | grève                  |
| sindaco             | merru, meru, merre              | maire                  |
| stazione            | gara                            | gare                   |
| verdura             | ligume                          | légume                 |
| zuppa               | suppa, minestra                 | soupe                  |

## Utilizzo della lingua e riconoscimento istituzionale
Secondo un censimento dell'aprile del 2013 la lingua còrsa in Corsica ha un numero di locutori tra 86.800 e 130.200 su 309 693 abitanti, la fascia di popolazione che ha un livello buono di conoscenza della lingua oscilla tra un minimo del 25% nella fascia d'età tra i 25 e i 34 e il massimo del 65% nella fascia d'età oltre i 65 anni; quasi un quarto della popolazione tra i 25 e i 34 non capisce il corso mentre solo una ristrettissima minoranza di anziani non capisce il còrso, il 32% della popolazione della Corsica settentrionale lo parla abbastanza bene, come anche il 22% della popolazione della Corsica del Sud, mentre il 10% della popolazione della Corsica parla solo francese.
Il 62% parla sia francese che còrso, invece solo l'8% dei còrsi sa scrivere correttamente in lingua corsa mentre circa il 60% della popolazione non sa scrivere in còrso, il 90% della popolazione còrsa è favorevole a un bilinguismo còrso-francese, il 3% vorrebbe che il còrso fosse l'unica lingua ufficiale in Còrsica e il 7% solo il francese.
Il 17 maggio 2013 l'Assemblea della Corsica ha votato la co-ufficialità di còrso e francese con 36 voti a favore e 11 astenuti, mentre 4 erano assenti. Contro la co-ufficialità si è espresso il ministro degli interni Manuel Valls che ha affermato "il francese è la sola lingua ufficiale" e "nessuna co-ufficialità tra còrso e francese nell'isola", sostenendo che la norma verrà dichiarata anticostituzionale dal Consiglio costituzionale. Il presidente francese François Hollande durante la visita in occasione del 70º anniversario della liberazione dell'isola dai nazisti ha affermato "modificare la costituzione [per la co-ufficialità] è una cosa lunga", anche se non ha nascosto aperture future per cambiare la costituzione e rendere possibile il bilinguismo nelle varie regioni francesi.
| %   | Ripartizione linguistica (gruppi principali) |
| --- | -------------------------------------------- |
| 4%  | madrelingua araba                            |
| 86% | madrelingua corsa                            |
| 10% | madrelingua francese                         |

## Principali scrittori in lingua corsa
- Guglielmu Guglielmi (1644-1728), primo scrittore in lingua còrsa, nativo di Piazzali.
- Ugo Francesco Peretti della Rocca detto Ugu Francescu Peretti della Rocca (1747-1838), nativo di Figari.
- Lisandru Ambrosi detto Lisandru di u Rustinu o U Ziu Lisandru (1798-1842), nativo di Castineta.
- Salvatore Viale (1787-1861), nativo di Bastia, scrisse in còrso e in italiano.
- Antone Leonardu Massiani (1816-1888), nativo di Novella.
- Paul-Matthieu de La Foata detto Monsignori di la Fuata (1817-1899), nativo di Azilone-Ampaza, vescovo di Ajaccio dal 1877 al 1899.
- Pierre Lucciana detto Vattelapesca (1832-1909), nativo di Bastia.
- Natale Sarocchi detto Natalellu di Rusiu (1839-1916), nativo di Rusio.
- Ghjacumu Santu Versini (1867-1922), nativo di Marignana.
- Ghjuvan Petru Lucciardi (1862-1928), nativo di Santo Pietro di Tenda.
- Santu Casanova (1850-1936), nativo di Azzana, scrisse in còrso e in italiano.
- Francescu Piazzoli (1895-1937), nativo di Valle d'Orezza.
- Saveriu Paoli (1886-1941), nativo di Letia.
- Dumenicantone Versini (1872-1950), nativo di Marignana.
- Petru Giovacchini (1910-1955), nativo di Canale di Verde, scrisse in còrso e in italiano.
- Carulu Giovoni (1879-1963), nativo di Zonza.
- Petru Rocca (1887-1966), nativo di Vico.
- Jean-Joseph Flori detto Peppu Flori (1899-1972), nativo di Galeria.
- Don-Joseph Giansily detto Pampasgiolu di l'Acquale (1901-1974), nativo di Lozzi.
- Anton Francesco Filippini (1908-1985), nativo di San Nicolao, scrisse in còrso e in italiano.
- Rinatu Coti (n. 1944), nativo di Ajaccio.
- Ghjacumu Thiers (n. 1945), nativo di Bastia.
- Marcu Biancarelli (n. 1968), nativo di Porto Vecchio.

## Media in lingua corsa

### Riviste e giornali
- A Tramuntana, esistente dal 1896 al 1914, bilingue italiano-còrso
- A Cispra, rivista letteraria còrsa fondata nel 1914
- A Muvra, esistente dal 1920 al 1939, bilingue italiano-còrso
- L'annu corsu, esistente dal 1923 al 1937 poi rinominata L'Année Corse dal 1937 al 1939
- U Lariciu, stampata a Marsiglia e esistente negli anni '30, bilingue francese-còrso
- U Muntese, esistente dal 1955 al 1972
- U Ribombu, fondato a Nizza nel 1974, ora con sede a Bastia con posizioni vicine al nazionalismo corso, bilingue francese-còrso
- A Spannata, fondata nel 1981
- A Pian' d'Avretu, fondata nel 1991
- Bonanova, rivista letteraria nata nel 1997 all'interno del Centro Culturale Universitario (Centru Culturali Universitariu) dell'Università della Corsica
- U Taravu, fondata nel 2001 dallo scrittore ajaccino Rinatu Coti
- U Scoddu, fondata nel 2005
- A Nazione, fondato nel 2007
- A Piazzetta, fondato nel 2009
- U Vagabondu, rivista mensile studentesca nata grazie all'associazione Ghjuventù Vagabonda di Bastia nel novembre 2010[34]
- U Zazu, rivista mensile di enigmistica nata nel giugno 2011[35]

### Radio
- Alta Frequenza dal 1981
- Corsica Radio dal 2006
- France Bleu Corse Frequenza Mora dal 2000, già Radio Corse Frequenza Mora dal 1984 al 2000, trasmette in còrso e francese
- Frequenza Nostra dal 2006
- Radio Calvi Citadelle, dal 1983, già Radio Tao Citadelle dal 1979 al 2003, trasmette in còrso e francese
- Radio Pays dal 1981, trasmette in còrso e francese
- Radio Voce Nustrale dal 1983

### Programmi radiofonici
- Mediterradio programma d'informazione settimanale di France Bleu Corse Frequenza Mora in collaborazione con le sedi RAI di Palermo e Cagliari, trasmette in italiano e còrso.

### Televisione
- France 3 Corse dal 1954, trasmette in còrso e francese
- France 3 Via Stella, canale bilingue ricevibile via satellite, IPTV e sulla tv terrestre in Corsica
- Télé Paese dal 2006, trasmette in còrso e francese

## Istituzioni e associazioni per la protezione e il mantenimento della lingua corsa
- Accademia Corsa, nata nel 1964 con sede a Nizza.
- Association pour le Développement des Etudes Archéologiques, Historiques, linguistiques et Naturalistes du Centre-Est de la Corse (ADECEC), nata nel 1970 con sede a Cervione.
- Associu di l'Insignanti di/in Lingua è Cultura Corsa (AILCC), associazione insegnanti di/in lingua corsa, nata nel 2009.
- Cullettivu Parlemu Corsu con sede ad Ajaccio.

## Film e serie televisive in lingua corsa
Questo è l'elenco dei film e serie televisive recitate in parte o completamente in lingua corsa:
- Forza Bastia (1978), regia di Jacques Tati e Sophie Tatischeff
- Il bandito corso (L'Enquête corse) (2004), regia di Alain Berberian
- Liberata (2005), regia di Philippe Carrese
- Mafiosa, le clan (dal 2006), serie diretta da Hugues Pagan in onda su Canal+
- Sempre vivu! (2007), regia di Robin Renucci
- Il profeta (Un prophète) (2009) di Jacques Audiard
- I Tercani (2011), regia di Magà Ettori
- Les Exilés (2014), regia di Renate Frassati

## Premi letterari
Premio Paolo Zarzelli di letteratura di lingua corsa-gallurese (Premiu Paulu Zarzelli di litteratura di lingua corsa-gadduresa)
La prima edizione si è tenuta a Santa Teresa di Gallura il 12 agosto 2012 organizzata dalla Collettività territoriale della Corsica, dalla Provincia di Olbia-Tempio (oggi soppressa), dal Consiglio generale della Corsica del Sud, dal comune corso di Peri, dalle Edizioni Cismonte & Pumonti/Matina Latina e dall'associazione Filu d'Amparera – Casa Pumuntinca di a Lingua. I giurati sono stati i corsi Marceddu Jureczek, Lisandru Bassani, Lisandru Marcellesi, Lisandro Muzy e Patrick Salvatorini, i galluresi Piero Bardanzellu, Andrea Muzzeddu e Giancarlo Tusceri, mentre il presidente della Giuria era Renato Codi.